# Совхозная улица (Киев, Подольский район)
Совхо́зная у́лица (укр. Радго́спна ву́лиця) — исчезнувшая улица в Подольском районе города Киева, местность посёлок Шевченко. Пролегала отулицы Косенко до улицы Мусы Джалиля.

## История
Улица возникла в 1960-х годах под названием Совхозная. В 1977 году улица была официально ликвидирована, ныне представляет собой безымянный проезд частично без твёрдого покрытия.
Название Совхозная в 1944–2003 годах носила нынешняя улица Василия Стуса в Академгородке.